# Leszno-Julinek
Leszno-Julinek ist ein Schulzenamt (polnisch sołectwo) der Landgemeinde Leszno im Powiat Warszawski Zachodni (Warschau West) der Woiwodschaft Masowien in Polen. Es besteht aus dem Ort Leszno und der Siedlung Julinek.
Leszno mit etwa 3750 Einwohnern ist Sitz der Landgemeinde mit 10.165 Einwohnern (Stand 31. Dezember 2020). Julinek hat etwa 40 Einwohner und ist für die Staatliche Schule der Zirkuskunst bekannt.

## Geographie
Die Orte liegen etwa 25 Kilometer westlich von Warschau. Der Norden der Gemeinde gehört zum waldreichen Nationalpark Kampinos (Kampinoski Park Narodowy). Leszno liegt im Süden der Gemeinde und grenzt im Westen an die Orte Rochale (Wielkie), Walentów, Grądki, Grądy und Marianów, im Norden an die Siedlung Julinek, die ihrerseits im Norden an Kępiaste grenzt, im Osten wie Julinek an Zaborówek sowie an Białutki, im Süden an Radzików, Białuty und Rochaliki. Die vier letzten Ortschaften gehören zur benachbarten Stadt-und-Land-Gemeinde Błonie.

## Gemeinde
Zur Landgemeinde (gmina wiejska) Leszno gehören neben Leszno und Julinek eine Reihe weiterer Ortschaften, die in 25 Schulzenämtern zusammengefasst sind. Die Gemeinde hat eine Fläche von 125 km².

## Wirtschaft und Infrastruktur

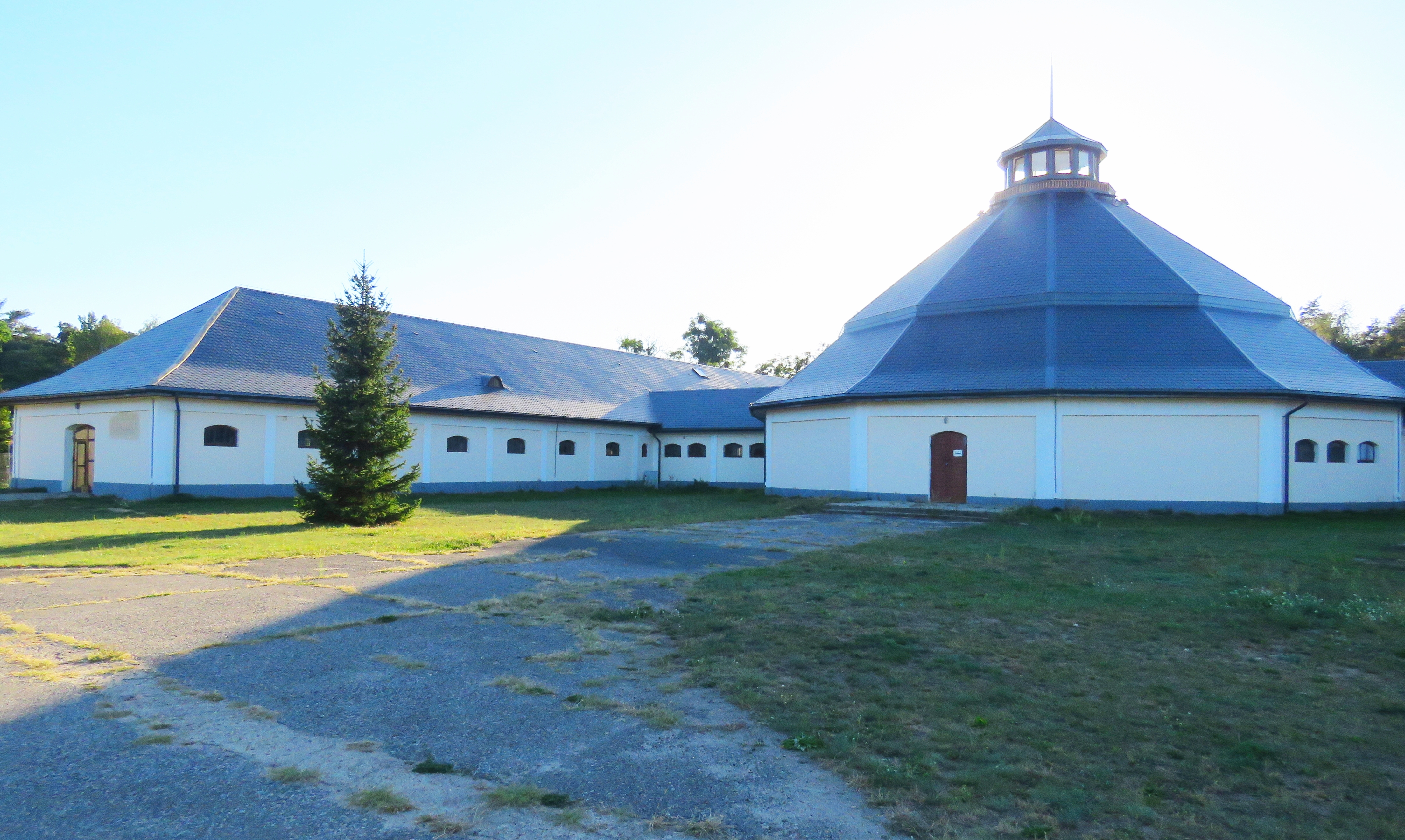
Schule der Zirkuskunst in Julinek

In Julinek befindet sich seit 1967 die Staatliche Schule der Zirkuskunst (Państwowa Szkoła Sztuki Cyrkowej), zeitweilig war ihr Sitz nach Warschau verlegt. Sie beschäftigte früher bis zu 1500 Mitarbeiter.

### Verkehr
Die Woiwodschaftsstraße DW579 durchzieht die beiden Ore und die Gemeinde von Nord nach Süd. Sie führt von Kazuń Polski in der Gmina Czosnów nach Grodzisk Mazowiecki im Süden. Zuvor erreicht sie nach 13 Kilometern die Anschlussstelle der Autobahn A2 (E 30). Die Woiwodschaftsstraße DW580 führt von Sochaczew im Westen über den Hauptort der Nachbargemeinde Kampinos und Leszno nach Stare Babice und Warschau. 
Die nächste Bahnstation ist Błonie an der Warschau–Posen–Berlin, der vom Lokalverkehr der Woiwodschaft bedient wird. – Der nächste internationale Flughafen ist der Flughafen Warschau.